# ラルフ・アバークロンビー (軍人)
サー・ラルフ・アバークロンビー（英: Sir Ralph Abercromby KB（またはAbercrombie）、1734年10月7日 - 1801年3月28日）は、イギリス陸軍中将。ナポレオン戦争での活動によって知られている。

## 生い立ち
スコットランドのクラックマナンシャイア州、タリバディ（Tullibody）に、ジョージ・アバークロンビーの長男として生まれた。ラグビー校とエディンバラ大学で教育を受け、1754年には、スコットランドの弁護士となることを目指して大陸法を学ぶためにライプツィヒに留学した。
しかし大陸から帰ったラルフが強く希望した職業は軍隊であった。そして1756年3月、コルネット（cornet、最下級の士官）の階級で第3近衛竜騎兵連隊（3rd Dragoon Guards）に入隊した。彼は連隊とともに七年戦争に従軍し、そこでプロイセンのフリードリヒ大王がどのように軍隊の性格を組み立て、どのような戦術を編み出すかを研究する機会を得た。昇進を重ねて1773年には連隊中佐（lieutenant-colonel of the regiment）となり、1780年には大佐心得（brevet colonel）となった。1781年にはキングズ・アイリッシュ歩兵連隊の大佐となったが、連隊は1783年に解散され、ラルフは半額給の休職となった。
この時にいたるまで、彼は実戦にはほとんど参加していなかった。それは主に政府の方針に不賛成であったことと、特にアメリカ植民地の独立のための戦いに共感を寄せていたことによるものだった。現役を退いたのも同様な気持ちからであることは疑う余地がない。軍を去ったあとはクラックマナンシャーの議員としてしばらく政治活動を行ったが、彼にとってそれは面白いものではなかった。そして、兄弟の賛同を得てそこからも身を引き、エディンバラに落ちついて子供たちの教育に専念した。

## 軍務
しかし1793年にフランス第一共和政がイギリスに宣戦布告すると、直ちにその職業上の義務を果たすべく行動を起こした。イギリス全軍で最も有能かつ勇敢な士官の1人と見なされたアバークロンビーは、ヨーク・オールバニ公配下の旅団長としてオランダに出動した。そしてル・カトーにおいて前進部隊を率い、ナイメーヘンで負傷した。1794年から1795年にかけての冬には、オランダから壊滅的な退却を行うイギリス軍を護衛する役目を果たした。その戦功が認められ、1795年にバス勲爵士に列せられた。
同年、サー・チャールズ・グレイの後任として西インド諸島のイギリス軍総司令官に任じられた。1796年、アバークロンビーは陸軍の分遣隊にグレナダを急襲させ、これを攻略した。さらにその後、南アメリカのデメララ（Demerara）とエセキボ（Essequibo）の入植地や、セントルシア島、セントビンセント島およびトリニダード島も獲得した。

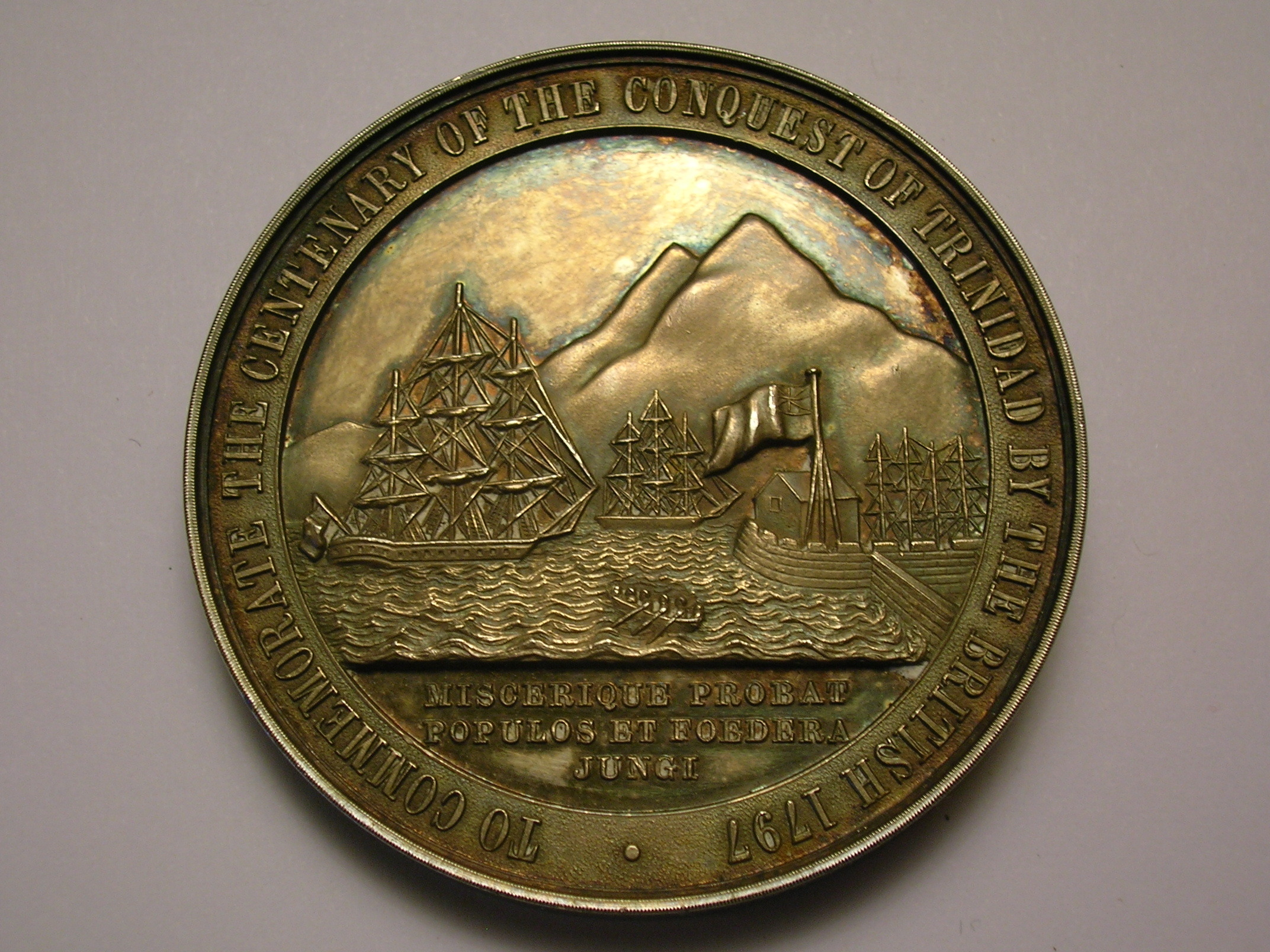
イギリスによる1797年のトリニダード・トバゴの獲得を記念したメダル

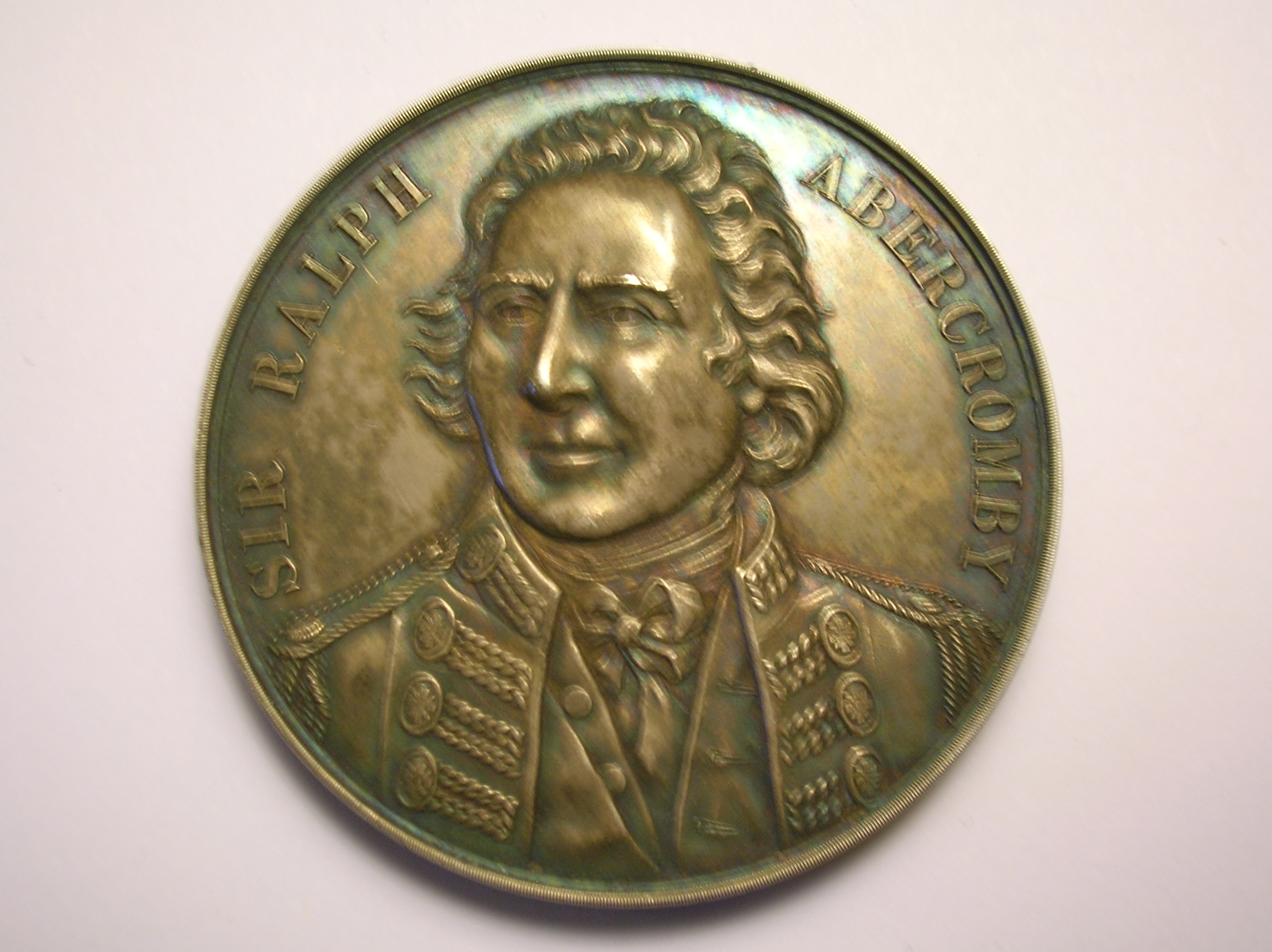
トリニダード・トバゴを占領したイギリス軍の総司令官サー・ラルフ・アバークロンビー

1797年4月17日、アバークロンビーはドイツの傭兵とイギリス海兵隊、それに60隻ないし64隻の艦隊を含む7,000から13,000名の部隊を率いてプエルトリコ島に侵攻した（サン・フアンの戦い、Battle of San Juan）。プエルトリコにはドン・ラモン・デ・カストロ将軍の部隊がおり、中でも「正規軍（Milicias Disciplinadas）」、おそらくプエルトリコ出身者から成る「プエルトリコ常備連隊（Regimiento Fijo de Puerto Rico）」、および「王立砲兵隊（Real Cuerpo de Artillería）」が侵攻軍に抵抗した。長距離の砲撃戦や白兵戦を含む2週間にわたる激しい戦闘の末、サン・フアンの最初の防衛線を越えることができないまま、4月30日にアバークロンビーは撤退した。これは、アメリカにおけるスペインの領土への侵攻の最も大規模なものの1つとされている。
その後アバークロンビーはヨーロッパに戻り、重要な功績への報酬としてロイヤル・スコッツ・グレイ連隊（Royal Scots Greys）の連隊長に任命され、また、ワイト島、フォート・ジョージ、フォート・オーガスタスの統治を任されて中将に昇進した。1797年から1798年に掛けてはアイルランドの軍隊の総司令官となった。アバークロンビーはそこで軍の規律の維持に努め、また反乱の発生を抑え、偉大な将軍でありかつ進歩的で慈善心に富んだ政治家としての評価を勝ち得た。彼がアイルランドでその任務を与えられた時、イギリス政府はフランスによるアイルランド侵攻を確実視していた。アバークロンビーは乱れていた軍の規律を元に戻すのに最大の努力を払った。そしてその第一歩として、市民の力の優位を再確立し、また法の執行と秩序の維持のために必要やむを得ない場合以外は軍隊の出動を許さないことによって、市民を保護しようと努力した。しかし彼はアイルランド政府の長官から十分な支持を得られず、また彼のすべての努力は議会の首脳によってことごとく反対され、妨害された。それを知ったアバークロンビーは司令官の職を辞任した。賢明な人々はアイルランドからの彼の退去を大いに嘆いた。そして事態は直ちに最悪の結果（1798年アイルランド反乱）を迎えた。それは彼が予想し、防止するために熱心かつ賢明に努力したものに他ならなかった。
スコットランド総司令官の役職に短期間就いた後、1799年にオランダのバタヴィア共和国への作戦が決定されると、サー・ラルフは再びヨーク公の配下の軍隊に召し出された。1799年の作戦は失敗に終わったが、彼の働きは目覚ましく、たとえ完璧な勝利を得たとしてもこの優秀な士官の才能をこれ以上はっきりと証明することができなかっただろう、と敵味方ともども認めるところであった。
1801年、フランスのエジプト侵攻（エジプト・シリア戦役）に対抗するためにアバークロンビーが軍とともに派遣されたとき、イギリスはその選択に国を挙げて拍手喝采した。オランダと西インド諸島での経歴はまさにこの新しい任務にうってつけだった。それは、大変な困難にもかかわらず、彼がその軍隊を健康なまま、意気揚々と、物資の不足なしに、予定通りの戦場に引き連れることで証明された。激しい抵抗に直面しつつ行ったアブキールへの上陸は、イギリス陸軍の最も大胆で輝かしい成功のひとつと評価されている。

## 戦死

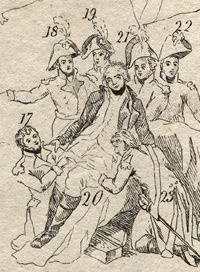

上陸成功の直後、1801年3月21日にアレクサンドリアの戦いが起きた。勝利の瞬間に死の運命が訪れた。命中した弾丸を摘出することができず、戦いの7日後にアバークロンビーは死亡した。遺体は軍艦フードロイヤントによってアレクサンドリア港に運ばれた。
アバークロンビーの上官であり、また古くからの友人でもあるヨーク公は、式典で偉大なる兵士を次のような言葉で讃えた。「その厳格な規律、兵士の健康や望みへの目配り、軍務において発揮した隠忍不抜の精神、戦場での華々しい働き、そして英雄的な死。それらは彼のように、英雄的に生き、栄光に包まれて死にたいと願っている誰もがあやかりたいと思うものであった」。アバークロンビーはマルタ島の聖ヨハネ騎士団の総長（Grandmaster）の領地（Commandery）に埋葬された。
下院の決議に基づき、栄誉を称える記念碑がセント・ポール大聖堂に建てられた。リヴァプールの アバークロンビー・スクエアもまたその栄誉に由来するものである。未亡人メアリー・アンはアバークロンビー女男爵に叙せられ、彼女とその称号の2名の後継者に年2,000ポンドの年金が設けられた。

## 係累
1767年11月17日、メアリー・アン・メンジーズ（1747年 – 1821年2月11日、ジョン・メンジーズの次女）と結婚、4男3女をもうけた。
- アン（1768年9月21日 – 1844年9月17日） - 1795年4月23日、ドナルド・キャメロン（1832年10月没）と結婚[3]
- ジョージ（英語版）（1770年10月14日 – 1843年2月15日） - 第2代アバークロンビー男爵[5]
- ジョン（英語版）（1772年4月2日 – 1817年2月14日） - 陸軍軍人、庶民院議員、生涯未婚[6]
- メアリー（1773年8月19日 – 1825年4月26日[3]）
- ジェームズ（英語版）（1776年11月7日 – 1858年4月17日） - 庶民院議長、初代ダンファムリン男爵[7]
- キャサリン（1780年12月4日 – 1841年5月7日） - 1811年12月31日、トマス・ブキャナン（Thomas Buchanan、1842年5月没）と結婚[3]
- アレクサンダー（英語版）（1784年3月4日 – 1853年8月27日） - 陸軍軍人、庶民院議員、生涯未婚[8]

## 関連図書
- この記事にはアメリカ合衆国内で著作権が消滅した次の百科事典本文を含む: Chisholm, Hugh, ed. (1911). "Abercromby, Sir Ralph". Encyclopædia Britannica (英語). Vol. 1 (11th ed.). Cambridge University Press. p. 44.
- Encyclopaedia Britannica, Sir Ralph Abercromby
- Alonso, María M. "Chapter XIV - Abercromby's Siege". The Eighteenth Century Caribbean & The British Attack on Puerto Rico in 1797. 2006年7月7日閲覧。